# Machete (película)
Machete es una película de 2010 dirigida por Robert Rodriguez y Ethan Maniquis, protagonizada por Danny Trejo, la cual narra las andanzas de Isador Cortez «Machete», un exagente federal mexicano que tiene que trasladarse a los Estados Unidos para buscarse la vida y que se verá implicado en el intento de asesinato de un senador corrupto. La cinta se basa en un tráiler original que figura como un adelanto dentro de la película del propio Rodriguez Planet Terror. Su elenco cuenta asimismo con la participación de Robert De Niro, Michelle Rodríguez, Jessica Alba, Steven Seagal, Jeff Fahey y Lindsay Lohan.

## Argumento
La historia gira en torno a un inmigrante en situación ilegal, Machete (Danny Trejo), un ex policía federal mexicano que se ha convertido en un renegado. La película comienza en México con Machete en una misión para rescatar a una muchacha que ha sido secuestrada. Durante la operación debe enfrentar al corrupto jefe de policía lo mismo que al poderoso señor de la guerra y narcotraficante, Rogelio Torres (Steven Seagal) quien mata a la esposa y a la hija de Machete, y cree que este muere durante los hechos. 
Tres años después, Machete deambula desempleado y sin vivienda por Texas, ofreciendo sus servicios como jardinero. Michael Booth (Jeff Fahey), un comerciante local y asesor de publicidad, le explica a Machete que el corrupto senador McLaughlin (Robert De Niro) está expulsando a miles de ilegales de Estados Unidos, por lo cual es necesario asesinarlo, y le ofrece al protagonista U$ 150.000 por sus servicios como sicario. Machete acepta tras ser a su vez amenazado por Booth. Sin embargo, es traicionado cuando ya está apostado en el techo de un edificio y tiene al senador en la mira, pues uno de los esbirros de Booth, conocido como Sniper (Shea Whigham), le dispara y hiere a McLaughlin en una pierna. A continuación se descubre que se trata de una operación de bandera falsa  destinada a aumentar la popularidad del senador, y así poder crear una frontera aún más difícil de cruzar para los indocumentados en busca de trabajo. Machete resulta herido pero logra escapar y es llevado a un hospital de la Red, que es una organización de apoyo a los inmigrantes, donde es curado. De allí, sin embargo, también debe escapar de los esbirros de Booth. 
Por su parte, la agente antinmigración Sartana Rivera (Jessica Alba), es enviada por sus superiores a capturar a Machete. Sin embargo, con la ayuda de Luz (Michelle Rodriguez), este logra ocultarse y contactar a Padre (Cheech Marin), un hermano que se ha ordenado sacerdote. A continuación, Machete seduce y secuestra a la esposa y a la hija April (Lindsay Lohan) de Booth, recogiendo asimismo evidencias que vinculan al senador McLaughlin y a la mafia mexicana. Tras encontrar a Machete y entender su situación y sus intenciones, Sartana comienza a interesarse en él. Por su parte, Booth mata y crucifica a Padre tras encontrar el escondite de Machete, pero no encuentra ni a su hija ni a su esposa. Sin embargo, es filmado por las cámaras de la iglesia donde se han desarrollado los hechos, y poco después las imágenes son transmitidas a una periodista, que las transmite por cadena nacional.
McLaughlin mata a Booth y se reúne con Rogelio Torres para matar a Machete. Para eliminar a las personas que lo engañaron y ahora lo persiguen, Machete busca a los miembros de la Red mexicana y con ellos se dirige a la base de los vigilantes, comandados por Von Jackson (Don Johnson). Durante la confrontación la Red logra triunfar. Jackson muere por un disparo de Luz (quien lo estaba esperando dentro de su jeep) cuando trata de escapar del campo de batalla, Machete por su parte lucha contra Torres, obligándolo a realizar seppuku con uno de sus machetes. McLaughlin, por su parte, trata de escapar cruzando ilegalmente la frontera, pero es baleado por los últimos vigilantes y muere electrocutado por los cables que él mismo promovió. La cinta termina con Machete recuperando su estatus legal gracias a Sartana Rivera.

## Reparto
- Danny Trejo es Machete Cortez o también conocido como Alexis Trejo, un expolicía que contratan para matar a John McLaughlin.
- Michelle Rodríguez es Luz / Shé, inmigrante ilegal que trabaja en un camión de tacos, amiga de Machete.
- Jessica Alba es Sartana Rivera, una agente de inmigración.
- Cheech Marin es el Padre Benicio del Toro, hermano de Machete y cura.[1]
- Lindsay Lohan es April, una muchacha de la alta sociedad con afición a las armas.
- Robert De Niro es el Senador McLaughlin, un político corrupto.
- Steven Seagal es Torres, un narcotraficante.
- Jeff Fahey es Booth, hombre de negocios que contrata a Machete para el asesinato de McLaughlin, de quien es jefe de campaña. Está obsesionado sexualmente con su propia hija April.[2]
- Don Johnson es Von Jackson.
- Elise Avellan y Electra Avellan son las "enfermeras sexys" de Planet Terror.[3]
- Alicia Rachel Marek como June, mujer de Booth y madre de April.
- Cheryl Chin es la mano derecha de Torres y una fría asesina.
- Tom Savini es Osiris Amanpour.[4]
- Daryl Sabara es Julio.
- Carlos Gallardo es Carlos.
- Shea Whigham es Sniper.
- Rose McGowan es Boots McCoy (escena eliminada).

## Producción

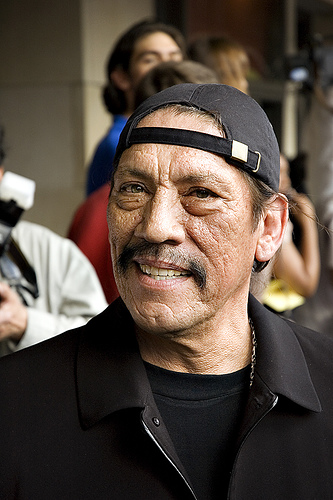
Danny Trejo es el protagonista de la cinta.

La película de Robert Rodriguez Planet Terror vino acompañada del falso tráiler de una película titulada Machete, protagonizada por Danny Trejo y Cheech Marin. Rodriguez escribió Machete en 1993 con una interpretación completa de Danny Trejo. «Le había elegido en Desperado y recuerdo que pensé: "Wow, este tipo debería tener su propia saga de películas mexicanas como Charles Bronson o Jean-Claude Van Damme". Así que le escribí esta idea de un federal de México que es contratado para hacer el trabajo sucio en Estados Unidos. Yo había oído a veces que el FBI o la DEA tienen trabajos realmente duros en los que no quieren que sus agentes resulten muertos, por lo que contratarían a un agente mexicano que les haría ese trabajo sucio por 25.000 dólares. Pensé: "Ese es Machete. Podría venir y hacer un trabajo realmente peligroso a cambio de una buena suma de dinero". Pero nunca puse manos a la obra.» Más tarde se anunció que el tráiler se convertiría en un largometraje. Aunque al principio fue anunciada para ser presentado en formato DVD como un complemento del DVD de Planet Terror, la película pasó a preproducción para un estreno en cines.
Es el primer papel protagonista de Danny Trejo, ya que en la mayoría de películas de Rodriguez hacía apariciones secundarias. Trejo, además, ya había interpretado a un personaje de nombre Isador Cortez apodado Machete en las cuatro (próximamente cinco) películas de Spy Kids.

## Estreno
La película fue estrenada el 3 de septiembre de 2010 en Estados Unidos y el 1 de octubre en España. Además tiene las siguientes fecha de estreno para Iberoamérica:
- Brasil - 15 de octubre
- Perú - 11 de noviembre
- México - 12 de noviembre
- Uruguay - 26 de noviembre (aunque previamente se exhibió en el 9.º Festival de Cine de Montevideo, organizado entre ACCU - Asociación de Críticos del Uruguay - y la empresa MovieCenter)
- Chile - 9 de diciembre[11]

## Secuelas
Según acuerdo con el actor protagonista, Danny Trejo, el director, Rodriguez, tenía prevista realizar las escenas de la primera de las dos secuelas que aparecen en los créditos del final de la cinta, con los títulos “Machete Kills” y “Machete Kills Again”.
En el año 2011, en la Convención Internacional de Cómics de San Diego, Rodriguez anunció que se había dado luz verde para la producción de las secuelas, y que los tráileres de la tercera película aparecerían en los créditos finales de la segunda.
En agosto de 2011, Rodriguez dijo que tenían financiación para la película y que el guion ya estaba preparado, en resumen, que todo estaba listo para comenzar a filmar.
El mes de febrero de 2012 fue la fecha límite que tenía prevista Robert Rodriguez para iniciar la dirección de la película “Machete Kills”, con Danny Trejo como el héroe vigilante. En esta ocasión Machete ha sido reclutado por el gobierno de los Estados Unidos. Su misión es buscar y acabar a través de todo México a un multimillonario traficante de armas y líder de los cárteles, cuyo plan es poner el planeta en guerra con un arma que tiene en el espacio. Se comenzó a filmar en el mes de abril de 2012, con el actor Mel Gibson en un papel destacado en el film.
El 9 de febrero de 2012 fue publicado el cartel anunciador (de próximamente) de la primera secuela en una de las principales páginas de portadas de films previstos de realizar.